# World World World (album Orange Range)
World World World − siódmy album japońskiej grupy muzycznej Orange Range, wydany 5 sierpnia 2009. Pochodzą z niego single "Oshare Banchou (feat. Soy Sauce)" oraz "Hitomi no Saki ni". Edycja limitowana (z alternatywną okładką) zawiera dodatkowy dysk w postaci DVD.

## Lista utworów
CD
1. "The Map"
2. "Factory"
3. "Kimagure23"
4. "Oshare Banchou (feat. Soy Sauce)" (jap. おしゃれ番長 feat. ソイソース Oshare Banchō feat. Soi Sōsu)
5. "White Blood Ball Red Blood Ball　~Dub Mix~"
6. "Son of the Sun"
7. "Giapponese" (jap. ジャポネーゼ Japonēze)
8. "Space Girl (feat. Petunia Rocks)" (jap. Space Girl feat. ペチュニアロックス Space Girl feat. Pechunia Rokkusu)
9. "Hitomi no Saki ni" (jap. 瞳の先に)
10. "Hibiscus"
11. "Oni Goroshi" (jap. 鬼ゴロシ)
12. "Ikaros"
13. "Fin"

DVD
1. "Oshare Banchou (feat. Soy Sauce) ~Member-hen~" (jap. おしゃれ番長 feat. ソイソース ~メンバー編~ Oshare Banchō feat. Soi Sōsu ~Menbā-hen~)
2. "Oni Goroshi -Live Ver.-" (jap. 鬼ゴロシ -Live Ver.-)
3. "Hitomi no Saki ni" (jap. 瞳の先に)
4. "Making of Hitomi no Saki ni" (jap. Making of 瞳の先に)